# Jolanda Slenter
Jolanda Slenter-Weijts (Maastricht, 15 juni 1965) is een Nederlands zitvolleybalster en woont in Margraten.
Jolanda Slenter-Weijts is al sinds 1976 actief in het volleybal eerst in het staand volleybal maar door een ernstige knieblessure, sinds 1999 actief als zitvolleybalster.
Slenter heeft meegedaan aan de Paralympische Zomerspelen 2004 te Athene. Zij kwam in 2008 niet uit voor Nederland op de Paralympische Zomerspelen in Peking, hoewel ze hiervoor wel geselecteerd was. Enkele uren voor de openingsceremonie sloot Chef de Mission van de paralympische ploeg Thea Limbach haar om medische 'niet sportgerelateerde' redenen uit van deelname. Slenter verbleef op dat moment in het ziekenhuis. Later bleek Slenter een longontsteking en een ontsteking aan het evenwichtsorgaan te hebben die al tijdens een trainingskamp in Japan was ontstaan.
Slenter-Weijts komt uit in de Nederlandse Zitvolleybalcompetitie voor het team BVC Holyoke uit Belfeld.